# Aleksandra Klamrzyńska
Aleksandra Klamrzyńska-Stromfeld (ur. 26 maja 1859 w Tykocinie - zm. 31 marca 1946 w Kielcach) – polska śpiewaczka.

## Życiorys
Była córką Sylwestra Szumińskiego i Emilii z Michałowskich. Przed 1880 r. poślubiła nieznanego z imienia Klamrzyńskiego. Po śmierci męża od 1880 r. studiowała jako Klamrzyńska w Instytucie Muzycznym w Warszawie grę na fortepianie oraz teorię muzyki, z zamiarem zostania nauczycielką. Na jej możliwości wokalne zwrócił uwagę artysta Teatru Wielkiego Tytus Mikulski, u którego uczyła się śpiewu. Dzięki niemu 16 listopada 1881 r. debiutowała jako śpiewaczka na estradzie warszawskiego Towarzystwa Muzycznego. Po ukończeniu studiów w 1884 r. została solistką, śpiewała partie sopranowe: Hanny w „Strasznym dworze” i Chichy w „Jawnucie” Stanisława Moniuszki. Na zaproszenie Józefiny Reszke doskonaliła pod jej kierunkiem umiejętności wokalne. Gry dramatycznej uczyła się u Czesława Stromfelda (zm. 1892), którego poślubiła 7 września 1884 r. odtąd występowała jako Stromfeld-Klamrzyńska. 9 września 1884 r. na zamku w Warszawie śpiewała dla cara Aleksandra III i carowej Marii. Zaproszona przez Operę Cesarską wyjechała na występy gościnne do Petersburga.
Następnie jako Emma Stromfeld występowała w Moskwie, Tyflisie, Charkowie i Odessie. Po powrocie w 1886 r. do Warszawy doskonaliła warsztat. Występowała na wielu scenach europejskich: w Mediolanie (1889), Madrycie (1890), w Londynie w Covent Garden, Florencji, Neapolu, Palermo, Hadze i Amsterdamie. W  1891 r. śpiewała w operze lwowskiej role tytułowe w „Łucji z Lammermooru” i „Dinorah” Meyerbeera. Od lipca 1892 r. występowała w Teatrze Wielkim w Warszawie wykonując partie Łucji w „Łucji z Lammermooru”, Violetty w „Traviacie” Verdiego, Julii w „Romeo i Julii” Gounoda, Neddy w „Pajacach” Leoncavalla i Rozyny w „Cyruliku sewilskim” Rossiniego. W 1894 występowała w Odessie, a w 1895 r. w Mediolanie i Lizbonie. W styczniu i lutym 1896 r. śpiewała w Warszawie (dziesięć koncertów), a następnie w Wilnie i Neapolu. W marcu 1897 r. wystąpiła w Warszawie pięciokrotnie, po czym ponownie śpiewała w Mediolanie, a także w Bergamo i Florencji. Po zakończeniu w 1898 r. kariery koncertowej i scenicznej osiadła w Odessie, tam przez dwadzieścia lat prowadziła działalność pedagogiczną. W 1919 r. przeniosła się do Polski, zamieszkała w Kielcach, gdzie nadal uczyła śpiewu. Uchodziła za jedną z najwybitniejszych śpiewaczek operowych końca XIX w. Miała w repertuarze arie z ok. sześćdziesięciu oper, oprócz wymienionych także z „Lunatyczki” i „Purytan” Belliniego oraz „Hugonotów” Meyerbeera. Zmarła w Kielcach, została pochowana 3 kwietnia 1946 r. na cmentarzu Starym (kw. 11c).